# Aeropuerto Internacional de Posadas "Libertador General José de San Martín"
El Aeropuerto Internacional Libertador General José de San Martín (ANAC: POS; IATA: PSS; OACI: SARP) se encuentra ubicado en la ciudad de Posadas, provincia de Misiones, Argentina.  El aeropuerto cuenta con una superficie de 329 hectáreas y está operado por la empresa Aeropuertos Argentina 2000. Es uno de los dos aeropuertos, junto al de Puerto Iguazú, que está habilitado para el tráfico comercial en toda la provincia.
Tiene una terminal de 6500 m², 67 740 m² de pistas de aterrizaje y espacios de estacionamiento para 100 vehículos. En 2014 pasaron por el aeropuerto 133.873 pasajeros, siendo así el vigésimo segundo aeropuerto más transitado de Argentina. En su punto máximo en 2015 manejo 178.864 pasajeros.
En este aeropuerto tiene sede la Sección de Aviación de Ejército de Monte 12 del Ejército Argentino. También la Fuerza Aérea Argentina lo utiliza para la lucha contra el narcotráfico.

## Información general
- Propietario: ANAC (Administración Nacional de Aviación Civil)
- Jefe del Aeropuerto: Lic. Mariano Nicolás Ruiz
- Explotador: Aeropuertos Argentina 2000 S.A.
- Administrador: Ing. Carlos D'aloia
- Dirección: Ruta Nacional RN 12 km 1336 y avenida Ulises López (Acceso Oeste); 3300.
- Teléfono informes:4457413 /414 (Aeropuertos Argentina 2000)

## Descripción
El aeropuerto se encuentra ubicado a 15 km del centro de la ciudad. Cuenta con una terminal de pasajeros organizada en tres niveles. Dos para uso de pasajeros y un tercer nivel que alberga el sector operativo y administrativo, posee una superficie de 6,700 m² aproximadamente. Su diseño es bastante particular y único en todo el país ya que su arquitectura es de un estilo de los años 80, es muy similar al aeropuerto de Asunción. El aeropuerto no solo es usado por los posadeños sino también por los habitantes del norte correntino y por los habitantes de la ciudad paraguaya de Encarnación con destino a Buenos Aires. Durante los años 2009  2010 se llevaron a cabo importantes obras de remodelación, entre ellas la reparación áreas pavimentadas de pista y plataforma (2009), el reacondicionamiento de accesos, sanitarios, sala de sanidad y núcleo de circulación vertical de Terminal de Pasajeros (2010).

## Impacto socioeconómico y territorial[5]
El informe de impacto socioeconómico y territorial del Aeropuerto Internacional de Posadas destaca su rol clave en la conectividad de la región con el resto del país. La terminal es utilizada mayormente para vuelos de cabotaje, con Buenos Aires como destino principal (93%) y Córdoba en menor medida (7%). Aerolíneas Argentinas domina el mercado con el 55% de los vuelos, seguida por Flybondi (27%) y Jetsmart (17%). Este aeropuerto facilita el transporte de pasajeros y mercancías, impulsando sectores económicos estratégicos de Misiones.
En cuanto a la estructura productiva, el comercio es el sector más representado (41%), seguido por la agricultura, ganadería y pesca (21%), y la industria (20%). La carga aérea se compone principalmente de yerba mate, café, té y especias (34%), además de papel y cartón (32%) y manufacturas de origen agropecuario (27%). Esto refleja la importancia de las actividades agrícolas e industriales de la provincia y su integración con el resto del país a través del aeropuerto.
El aeropuerto genera un impacto importante en el empleo, con el 85% de la actividad vinculada al transporte aerocomercial. Las actividades secundarias y la explotación comercial representan el 4% y 11% del total, respectivamente. La participación de mujeres en la fuerza laboral es del 19%, mientras que los varones representan el 81%, lo que señala oportunidades para mayor inclusión en el sector. Además, la infraestructura aeroportuaria genera empleo indirecto en logística, turismo y servicios complementarios.
El movimiento de pasajeros ha mostrado una recuperación en 2022 respecto a años anteriores, reflejando una reactivación del turismo y la actividad económica. Aunque la carga aérea en toneladas sigue siendo reducida, cumple un papel esencial en el comercio de productos regionales. En conjunto, el aeropuerto de Posadas se consolida como un motor de desarrollo territorial y socioeconómico, facilitando el crecimiento de sectores estratégicos y mejorando la conectividad de Misiones con el resto del país.

## Medios de transporte desde y hacia el aeropuerto
- Colectivos: Líneas 28 (23C - 27 B hasta acceso rotonda)
- Taxis: Cooperativa de remises y taxis San Martín LTDA.
- Remises: Cooperativa de remises y taxis San Martín LTDA.
- Micros: -
- Distancia al centro de la ciudad: 15 km
- Servicios de Telefonía:
  - Teléfonos públicos: SI
  - Cabinas en locutorios: NO
  - Internet: SI

## Estacionamiento
- Total posiciones de estacionamiento: 100
- Cocheras cubiertas: -
- Posiciones para discapacitados: 2
- Posiciones para embarazadas: 2

## Aerolíneas y destinos
| Destinos regulares | Nombre del aeropuerto                                 | Aerolíneas                     | Avión                          | Frecuencias semanales |
| ------------------ | ----------------------------------------------------- | ------------------------------ | ------------------------------ | --------------------- |
| Argentina          |                                                       |                                |                                |                       |
| Buenos Aires       | Aeroparque Jorge Newbery                              | Aerolíneas Argentinas Flybondi | B737-700/800, E-190AR B737-800 | 26                    |
| Córdoba            | Aeropuerto Internacional Ingeniero Ambrosio Taravella | Aerolíneas Argentinas          | E-190AR                        | 4                     |

## Estadísticas
| Ranking | Ciudad                                            | Pasajeros (2017) | Pasajeros (2018) | Pasajeros (2019) | Variación | Aerolíneas                                   |
| ------- | ------------------------------------------------- | ---------------- | ---------------- | ---------------- | --------- | -------------------------------------------- |
| 1       | Ciudad de Buenos Aires (Aeroparque), Argentina    | 205.938          | 214.425          | 196.891          | -8,18     | Aerolíneas Argentinas, Austral Líneas Aéreas |
| 2       | Provincia de Buenos Aires (El Palomar), Argentina | N/D              | 49.115           | 93.581           | +90,53    | Flybondi                                     |
| 3       | Córdoba, Argentina                                | 535              | 28.300           | 23.485           | -17,01    | Austral Líneas Aéreas                        |

## Aerolíneas y destinos que cesaron operaciones
- Austral Líneas Aéreas (Buenos Aires-Aeroparque, Córdoba)
- JetSMART Argentina (Buenos Aires-Aeroparque)

## Incidentes
- El 12 de junio de 1988, el vuelo 46 de Austral Líneas Aéreas, se accidentó a unos 3 km de la pista debido a condiciones de poca visibilidad.

- El 10 de octubre de 1997, el Vuelo 2553 de Austral Líneas Aéreas salió del aeropuerto de Posadas, pero se estrelló una hora más tarde en Fray Bentos, Uruguay, suceso en el que murieron 74 personas (toda la tripulación y pasajeros). Este fue el peor accidente de aviación que tuvo lugar en Uruguay hasta la fecha.